# Armstrong Siddeley 20 hp
Der Armstrong Siddeley 20 hp ist ein Pkw, den der britische Hersteller Armstrong Siddeley von 1927 bis 1939 als Nachfolger des 18 hp Mark II herstellte.

## 20 hp
Der 20 hp ersetzte das Modell 18 hp Mark II in der oberen Mittelklasse. Anders als dieser hatte er einen seitengesteuerten Sechszylinder-Reihenmotor, auch wenn der Hubraum mit 2872 cm³ (Bohrung × Hub = 73 mm × 114,2 mm) gleich geblieben war. Die Leistung ist nicht bekannt.
Wie alle Vorkriegsmodelle von Armstrong Siddeley hatte auch der 20 hp zwei Starrachsen. Die Vorderachse hing an halbelliptischen Längsblattfedern. Beim Modell mit kurzem Radstand (3048 mm) trifft dies auch auf die Hinterachse zu. Das Modell mit längerem Radstand (3277 mm) hatte als letztes Modell des Herstellers noch eine Hinterachse mit Cantileverfederung.

## New 20 hp
1932 erschien der New 20 hp. Neu war vor allen Dingen der größere, nun obengesteuerte Motor. Außerdem waren die Wagen etwas größer als ihre Vorgänger geworden.
Der neue Motor hatte einen Hubraum von 3190 cm³ (Bohrung × Hub = 73 mm × 127 mm). Auch die Leistung dieses Motors ist nicht bekannt. 100 km/h wird als Höchstgeschwindigkeit angegeben.
Von beiden Modellen (20 hp und New 20 hp) zusammen wurden 8847 Exemplare gebaut.

## 20/25 hp
1936 löste der 20/25 hp den New 20 hp ab. Waren die Wagen etwa gleich groß geblieben, so war der Motor erneut gewachsen.
Der neue Motor hatte einen Hubraum von 3670 cm³ (Bohrung × Hub = 82,5 mm × 114,3 mm). Mit einem einzelnen SU-Vergaser leistete er 85 bhp (62,5 kW) bei 3500/min. Die Höchstgeschwindigkeit stieg deutlich auf 130 km/h.
Neu war auch der „Atlanta Sports Saloon“, eine sportliche Limousine mit vier Türen.

## 20 hp Mark II
1939 erschien der 20 hp Mark II. Er hatte einen deutlich kleineren Motor als sein Vorgänger.
Der neue Motor hatte einen Hubraum von 2783 cm³ (Bohrung × Hub = 75 mm × 105 mm). Auch die Leistung dieses Motors ist nicht bekannt.
1940 wurde der 20 hp Mark II kriegsbedingt ohne Nachfolger eingestellt. Von den beiden letzten Modellen (20/25 hp und 20 hp Mark II) zusammen entstanden nur 884 Exemplare.